# Carl Magnus Skytte
Carl Magnus Skytte, född den 12 december 1809 i prästgården i Mellby socken i Kristianstads län, död den 8 juli 1895 i Stockholm, var en svensk militär. 
Skytte blev sergeant vid Vendes artilleriregemente 1825, avlade artilleriunderofficersexamen 1826, officersexamen 1828, blev underlöjtnant vid Vendes artilleriregemente samma år och löjtnant 1837. Han var lärare vid militärskolan i Kristianstad 1836, 1837 och 1849, extra ordinarie elev vid Falu bergsskola 1837–1839 samt styresman för militärskolan i Kristianstad 1859–1861. Skytte blev kapten vid regementet 1848, major i artilleriet 1860, fick transport som major till Svea artilleriregemente 1861, blev tillförordnad fälttygmästare samma år, överstelöjtnant i artilleriet 1863 samt överste och chef för Vendes artilleriregemente 1866. Han förordnades därjämte till kommendant i Kristianstad samma år och beviljades avsked 1871. Skytte invaldes som ledamot av Krigsvetenskapsakademien 1868. Han blev riddare av Svärdsorden 1853 och kommendör (av första klassen) av samma orden 1869.
Carl Magnus Skytte tillhörde ätten Skytte af Sätra. Han var dotterson till Ebbe Bring och far till Carl Skytte.